# Aurangabad (Maharasztra)

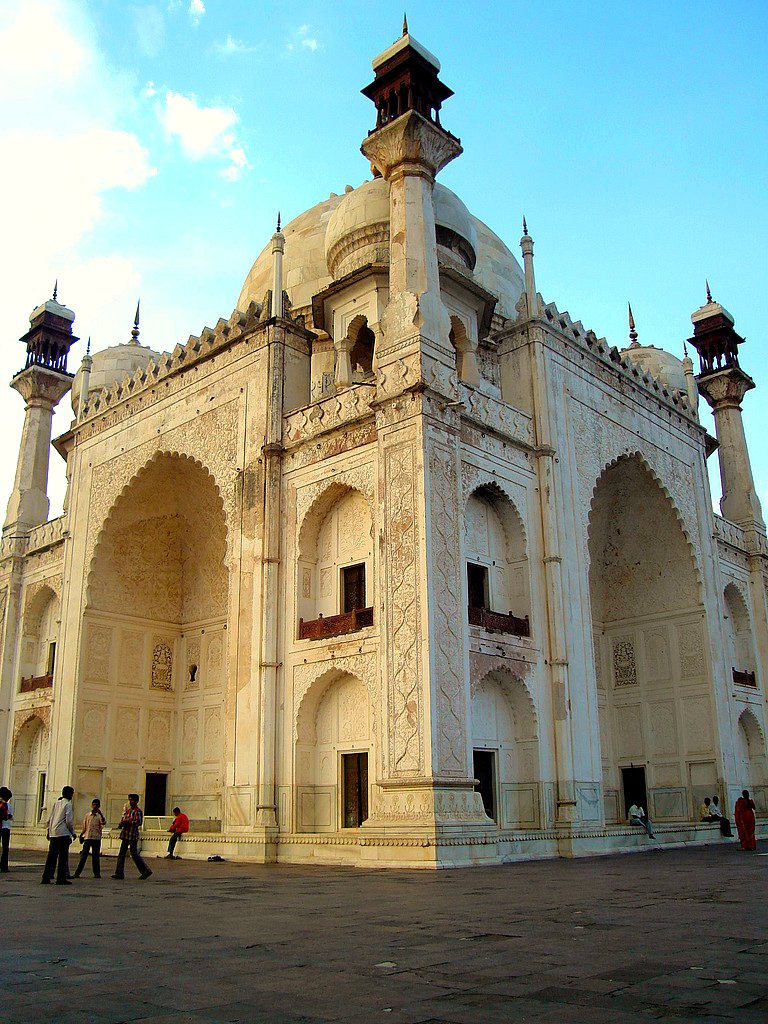
Grobowiec Bibi Ka Maqbara w Aurangabadzie wzorowany na Tadź Mahal

Aurangabad (marathi: औरंगाबाद, hindi औरंगाबाद, perski/urdu: اورنگ‌آباد) – miasto w Indiach, w stanie Maharasztra, na wyżynie Dekan. W 2006 miasto to na powierzchni 196 km² zamieszkiwało 1 414 918 osób.
Miasto zostało założone prawdopodobnie w 1610, początkowo jego nazwa brzmiała Fatehpura.
W Aurangabad rozwinął się przemysł odzieżowy, głównie wykorzystujący jedwab i bawełnę.
Istotną częścią gospodarki jest również turystyka ze względu na bliskość kompleksu świątyń buddyjskich w Elurze i w Adżancie.